# Lubang
Lubang là một đô thị hạng 4 ở tỉnh Occidental Mindoro, Philippines. Theo điều tra dân số năm 2000, đô thị này có dân số 22.896 người trong 5.082 hộ.
Đô thị này nằm trên nửa phía tây của đảo Lubang.

## Barangay
Lubang được chia thành 16 barangay.
| - Binakas - Cabra - Maligaya - Maliig - [Tagbac] - Tangal - Tilik - Vigo | - Surville (Pob.) - Araw At Bituin (Pob.) - Bagong Sikat (Pob.) - Banaag Ng Pag-Asa (Pob.) - Likas Ng Silangan (Pob.) - Maginhawa (Pob.) - Ninikat Ng Pag-Asa (Pob.) - Paraiso (Pob.) |